# Huisstijlen in het openbaar vervoer van Groot-Brittannië
De huisstijlen in het openbaar vervoer geven vooral weer de uitvoering van grafische vormgeving die openbaarvervoerbedrijven gebruiken om zichzelf herkenbaar en onderscheidend te maken naar het publiek. Dit artikel geeft een overzicht van die huisstijlen in Groot-Brittannië.

## Algemeen
In Engeland kent men hetzelfde systeem als in Nederland wordt gehanteerd voor de bussen. Daar vervoeren openbaar vervoersbedrijven personen per concessie. Echter voor het spoor is er niet echt een nationale vervoersmaatschappij die op het hoofdrailnet rijdt zoals NS, maar zijn er verschillende, veelal private, ondernemingen die in verschillende regio's het spoorwegverkeer exploiteren. Men kent maar één echte regionale huisstijl in Groot-Brittannië en dat is dat veel stadsdiensten in Engelse steden moeten worden uitgevoerd met rode bussen en eventueel kleuren van het bedrijf of de stad zelf.

## Overzicht huisstijlen
| Kleur(en) | Informatie | Afbeelding |
| Arriva: Buses Wales, Midlands, North East, Northumbria, North West, Scotland West, Shires & Essex, Southern Counties en Yorkshire | Arriva: Buses Wales, Midlands, North East, Northumbria, North West, Scotland West, Shires & Essex, Southern Counties en Yorkshire | Arriva: Buses Wales, Midlands, North East, Northumbria, North West, Scotland West, Shires & Essex, Southern Counties en Yorkshire |
| --- | --- | --- |
| | Arriva heeft zich voor haar huisstijl laten inspireren door de kleur van natuurstenen. De basis is een tint van aquamarijn, een blauwgroen-achtige kleur. Deze kleur wordt gebruikt voor een groot gedeelte van de zijkanten, achterkant en de schortplaten rondom de bus. De huisstijl wordt aangevuld met de kleur van de Cotswold Stone, dit is een beige-achtige kleur van de steen die wordt aangeboord in het gebied Cotswolds, een heuvelrug in centraal Engeland. Deze kleur loopt vanuit de voorkant in een halve cirkel door op het voorste deel van de zijkanten, geschetst door een witte streep. Op de voorkant en op de zijkant in de bovenkant van de beige cirkel bevindt zich een zwart logo. Een dunne gele lijn loopt rondom de bus in het midden van de schortplaten. Het dak is wit. | |
| | Sommige bussen hebben geen halve cirkel maar een dikke streep en een donkerdere kleur blauw bij de schortplaten. | |
| Arriva London | | |
| | De bussen in Londen zijn volledig rood met een gele lijn rondom de bus | |
| | Sommige bussen in Londen zijn rood met een crèmekleurige streep geschetst door een witte streep en een gele lijn rondom de bus | |
| Arriva Trains Wales | | |
| | De basis is een tint van aquamarijn, een blauwgroen-achtige kleur. Deze kleur wordt gebruikt voor een groot gedeelte van de zijkanten van de trein. De huisstijl wordt aangevuld met de kleur van de Cotswold Stone, dit is een beige-achtige kleur van de steen die wordt aangeboord in het gebied Cotswolds, een heuvelrug in centraal Engeland. Deze kleur loopt vanuit de voorkant in een halve cirkel door op het voorste deel van de zijkanten, geschetst door een witte streep. Een dunne gele lijn loopt rondom over de zijkant van de trein net onder de ramen. De kop is geel en het dak is grijs. | |
| Bluestar | | |
| | Blauwe basis met verschillende blauwe sterren rondom de bus | |
| Blue Triangle | | |
| | Rode basis met blauwe driehoeken verspreidt op de bus en een crèmekleurige lijn rondom de bus | |
| Brighton and Hove | | |
| | Crèmekleurige basis wat overgaat in rood. Sommige bussen hebben ook nog andere kleuren, afhankelijk van op welke lijn ze dienstdoen. | |
| c2c | | |
| | Witte basis met een gele kop | |
| | Paarsblauwe basis met donkerpaars onder de ramen en een gele kop | |
| Connex South Central | | |
| | Witte basis met een gele dikke lijn op de zijkant van de trein en een gele kop | |
| Connex South Eastern | | |
| | Witte basis met een gele dikke lijn op de zijkant van de trein, een gele kop, een dunne oranje lijn rondom de trein en blauwe vlakken rondom de ramen | |
| Damory Coaches | | |
| | Witte basis met pastelblauwe vlakken en bruine diagonale lijnen op de zijkant van de bus | |
| Docklands Buses | | |
| | Rode basis met een witte dunne lijn rondom de bus | Afbeelding gewenst |
| First Capital Connect | | |
| | Parse basis met witte, roze en lichtblauwe strepen op de zijkant, een gele kop en een oranje lijn rondom de trein. | |
| First Great Western | | |
| | Paarse basis met witte en roze lijnen rondom de trein, gele kop, gouden met roze lijnen op de zijkanten van de trein en gouden en roze logo. | |
| FirstGroup | | |
| | Witte basis met roze en paarse schortplaten (roze boven, paars boven). Daarnaast lopen er een witte en paarse streep als een soort kompasnaald in het midden van de bus door de roze, witte en paarse vlakken heen. | |
| First ScotRail | | |
| | Paarse basis met witte en roze lijnen rondom de trein, gele kop, witte met roze lijnen op de zijkanten van de trein en witte en roze logo. | |
| First TransPennine Express' | | |
| | Paarse basis met witte en roze lijnen rondom de trein, gele kop, gouden met roze lijnen op de zijkanten van de trein en gouden en roze logo. | |
| Go North East | | |
| | Rode basis met gele en blauwe vlakken rondom de bus | |
| Green Line Coaches | | |
| | Groene basis met donkergroene schortplaten en een dikke groene lijn rondom de bus | |
| Konectbus | | |
| | Donkerblauwe basis met lichtgrijze schorplaten en lichtgele lijn rondom de bus. | |
| London Central | | |
| | Rode basis met donkergrijze schortplaten geschetst door een gele lijn | |
| London General | | |
| | Rode basis met donkergrijze schortplaten geschetst door een gele lijn | |
| Metrobus | | |
| | Blauwe basis met pastelblauwe vlakken. | |
| National Express Dundee | | |
| | Witte basis met rode en donkerblauwe vlakken | |
| National Express East Anglia | | |
| | Donkergrijze basis met lichtgrijze vlakken en een gele kop | |
| National Express West Midlands | | |
| | Witte basis met rode en donkerblauwe lijnen en vlakken | |
| | Witte basis met rode kop en een deel van de zijkant | |
| NI Railways | | |
| | Zilvergrijze basis met blauwe lijnen en vlakken en een gele kop | |
| Nottingham City Transport | | |
| | Witte basis met een groene kop en voorste deel van de zijkant | |
| Oxford Bus Company | | |
| | Rode basis met donkerrode schortplaten | |
| Plymouth Citybus | | |
| | Rode basis met witte vlakken aan de voorkant en aan de zijkant van de bus net onder de ramen | |
| Southern Vectis | | |
| | Groene basis met kikkergroene vlakken rondom de bus | |
| Stagecoach Group | | |
| | Witte basis met donkerblauwe schortplaten, lichtblauwe voorkant en oranje en rode lijnen rondom de bus | |
| | Donkerblauwe basis met rode kop geschetst door een dikke oranje lijn op de zijkant van de tram. | |
| | Witte basis met rode en oranje lijnen op de zijkant van de trein, een dikke blauwe lijn rondom de trein en een gele kop | |
| The Original Tour (Arriva) | | |
| | Rode basis met een crèmekleurige halve cirkel op de voorkante wat doorloopt over de zijkant | |
| Transdev Burnley & Pendle | | |
| | Rode basis met lichtrode vlak op de zijkant van de bus | |
| Transdev Keighley & District | | |
| | Witte basis met blauwe schortplaten en een lichtgele lijn rondom de bus | |
| Transdev Lancashire United | | |
| | Cremekleurige basis met zwarte en blauwe schortplaten en een rode lijn rondom de bus in het midden van de blauwe schortplaten | |
| Transdev London | | |
| | Rode basis met grijze schortplaten | |
| Transdev Northern Blue | | |
| | Witte basis met blauwe schortplaten | |
| Transdev Yellow Buses | | |
| | Gele basis met donkerblauwe en donkergroene lijnen op de zijkant | |
| Transdev York | | |
| | Rode basis met grijze schortplaten | Afbeelding gewenst |
| Ulsterbus | | |
| | Lichtgrijze basis met blauwe schortplaten en witte en blauwe lijnen op de zijkant van de bus | |
| Veolia Transport | | |
| | Rode basis met grijze schortplaten en witte logo tegen de achterkant van de bus | |
| Wilts & Dorset | | |
| | Rode basis met donkerblauwe schortplaten en lichtblauw / witte vlakken op de zijkant van de bus | |
| Yorkshire Coastliner | | |
| | Verschillende soorten blauw waarvan donkerblauw de kleur is van de schortplaten en iets lichter blauw de kleur van de rest van de bus en op de zijkanten zijn twee tinten blauw met wit verwerkt in een golf dat van de voorkant tot aan de achterkant van de bus loopt | |